# GUILTY GEARシリーズ
GUILTY GEARシリーズ（ギルティギアシリーズ）は、アークシステムワークスが1998年より展開している対戦型格闘ゲームのシリーズ。略称は「ギルティ」「GG」など。
第1作は自社で販売し、ゼクス以降はサミーが販売元となっていたが、経営統合によりセガに移管された。現在はアークシステムワークスの自社ブランドでの販売を行っている。なお、作品によってはピックパック・エアリアルが開発に関わっている。

## 概要
既存の格闘家をベースにしたキャラクターを登場させず、架空の超人達が派手に闘う格闘ゲームと言うコンセプトで企画された。また、世界観は漫画『バスタード』の影響を受けている。
キャラクターを前面に出したファンタジー系の世界観や派手なビジュアル、コンボシステム、ハードロック・メロディックスピードメタル風のサウンドなどによりファンを獲得し、日本国外にも展開されている。物語については「魔法の理論化により発生した紛争から生み出された生命体『ギア』を巡る多くの人々の戦い」を一貫して描いている。
開発のトップを務めるゼネラルディレクター・石渡太輔は、システム・シナリオ・デザイン・BGM・ボイスキャストと大部分に関与している。そのため、キャラクター名や技名は石渡の趣味であるハードロックやヘヴィメタルのバンド名やプレイヤー名に由来するものが多い。

### シリーズの歴史
1998年に第1作『GUILTY GEAR』がPlayStationで発売。
2000年に、第2作『GUILTY GEAR X』がアーケードで稼働。
2002年に、第3作『GUILTY GEAR XX』を発売。その後はマイナーチェンジ版を次々と発売した。
その一方、『ISUKA』や『DS』など『XX』のフレームを基にしながらも対戦型格闘ゲームではない作品が製作された。また2007年に発売された『GUILTY GEAR 2 OVERTURE』では、対戦型格闘ゲームから脱却した3Dアクションゲームとリアルタイムストラテジーを融合させた「メーレーアクション」という新たなジャンルのゲームが発売された。
2013年5月19日、パシフィコ横浜にて開催された「ARC SYSTEM WORKS FESTIVAL」にて、シリーズ完全新作であるアーケードタイトル『GUILTY GEAR Xrd -SIGN-』が発表された。全てを一新し、ステージ背景やキャラクターが3Dとなっている。アーケード版は2014年2月20日に稼働。
2019年8月5日開催の「EVO 2019」にて「Xrdシリーズ」に続く完全新作タイトルを発表、後に正式タイトルが『GUILTY GEAR -STRIVE-』へと定められた。2021年6月11日発売。本作ではソルの一連の物語が完結する構成となる。
本シリーズは日本以外にも輸出しているが、その際の音声は日本語で、音楽も原曲のままで統一されている。ただし韓国版だけは例外であり、『GUILTY GEAR X PLUS』では音声が韓国語になっている。さらに『GUILTY GEAR XX #RELOAD』では日本語・韓国語の音声選択が可能、音楽も申海チョルの手による全曲取り降ろしとなり、2つのステージグラフィックを新たに追加するなど熱の入った移植に仕上がっている。日本ではXbox版を使用する際、本体の言語設定を韓国語に設定する事で同様の物を遊ぶ事ができる。

## 格闘ゲームとしての特徴
特殊なシステムを数多く持ち、それらを駆使することで自由度の高い攻防を展開できるが、その弊害としてシステムの把握に時間がかかるため、2D対戦型格闘ゲーム初心者にとってはハードルが高いことでも知られる。
牽制技で主導権を取り合ういわゆる「差し合い」よりも、攻めることに重点を置かれている点が、本シリーズの大きな特徴である。特に相手の起き上がりを攻める「起き攻め」に顕著に現れており、起き攻めのパターンが非常に豊富かつそこからの連続技が強力。中には1回の起き攻めで体力の半分以上を奪うものがある。

## シリーズ一覧
| 1998 | GUILTY GEAR            |
| 1999 |                        |
| 2000 | GUILTY GEAR X          |
| 2001 |                        |
| 2002 | GUILTY GEAR XX         |
| 2003 | GUILTY GEAR ISUKA      |
| 2004 |                        |
| 2005 |                        |
| 2006 |                        |
| 2007 | GUILTY GEAR 2 OVERTURE |
| 2008 |                        |
| 2009 |                        |
| 2010 |                        |
| 2011 |                        |
| 2012 |                        |
| 2013 |                        |
| 2014 | GUILTY GEAR Xrd -SIGN- |
| 2015 |                        |
| 2016 |                        |
| 2017 |                        |
| 2018 |                        |
| 2019 |                        |
| 2020 |                        |
| 2021 | GUILTY GEAR -STRIVE-   |

- GUILTY GEAR（PS・PS3・PS4・PSP・PS Vita・Switch）
- GUILTY GEAR X（AC・DC・PC） 
  - GUILTY GEAR X ver1,5（AC）
  - GUILTY GEAR X PLUS（PS2）
  - GUILTY GEAR X ADVANCE EDITION（GBA）
- GUILTY GEAR XX（AC・PS2）
  - GUILTY GEAR XX #RELOAD（AC・PS2・Xbox・PSP・PC）
  - GUILTY GEAR XX SLASH（AC・PS2）
  - GUILTY GEAR XX Λ CORE（AC・PS2・Wii）
  - GUILTY GEAR XX Λ CORE PLUS（PS2・PSP・PS3・Xbox 360）
  - GUILTY GEAR XX Λ CORE PLUS R（AC・PS Vita・PC・Switch）
- GUILTY GEAR ISUKA（AC・Xbox・PS2・PC）
- GUILTY GEAR 2 OVERTURE（Xbox 360・PC）
- GUILTY GEAR Xrd -SIGN-（AC・PS3・PS4・PC）
  - GUILTY GEAR Xrd -REVELATOR-（AC・PS4・PC）
  - GUILTY GEAR Xrd REV 2（AC・PS4・PC）
- GUILTY GEAR -STRIVE- (GUILTY GEAR 3)（AC・PS4・PS5・Xbox One・XSX/S・PC）
- GUILTY GEAR PETIT（WS）
- ギルティギア プチ2（WS）
- GUILTY GEAR JUDGMENT（PSP）
- GUILTY GEAR Dust Strikers（DS）

なお、複数機種に移植されている作品は、単なる移植ではなくモード追加などを行っている場合も多い。
その他、ドワンゴのアプリゲーム『＃コンパス 戦闘摂理解析システム』にてコラボキャラクターとして参戦している。

### PETITシリーズ・Dust Strikers
本項では携帯型ゲーム機で展開された『PETIT』シリーズおよび『Dust Strikers』について解説する。そのほかの作品については作品ごとの個別記事を参照されたい。 
GUILTY GEAR PETIT（ギルティギアプチ）
2001年1月25日、ワンダースワンカラーにて発売。
キャラクターの頭身がSDとなっている点を除いては従来のシリーズに概ね準拠した内容となっている。また今までのキャラクターの他に本作オリジナルキャラクターとしてファニーが登場する。
キャラクターデザインは岩崎恵美子が担当。
ギルティギア プチ2
2001年9月27日、ワンダースワンカラーにて発売。
キャラクターやゲームモードを追加実装した『PETIT』の続編。キャラクターデザインは前作に続き岩崎が担当。
GUILTY GEAR DS（Dust Strikers）
2006年10月5日、ニンテンドーDSにて発売。レイティングはCERO：B（12才以上対象）。
2画面を生かした縦に長いステージ、無線通信による4人対戦に対応している。ストーリーは『GGXX』より少し後の話で、「あの男」が製作した暴走ギア「GIG」を巡る内容になっている。
格闘ゲームというよりは、『大乱闘スマッシュブラザーズ』や『ジャンプスーパースターズ』のような対戦アクションといった作りになっている。

## 登場キャラクター一覧
メインキャラクターの詳細はそれぞれの人物記事を参照。

### メインキャラクター
- ソル=バッドガイ(Sol Badguy)/聖騎士団ソル(Order Sol)/フレデリック＝バルサラ(Frederic Balsara)
- カイ=キスク(Ky Kiske)
- メイ(May)
- ミリア=レイジ(Millia Rage)
- ザトー＝ONE(ZATO=One)/エディ(Eddie)
- ポチョムキン(Potemkin)
- チップ=ザナフ(Chipp Zanuff)
- アクセル=ロウ(Axl Low)
- クリフ＝アンダーソン(Kliff Undersn)
- テスタメント(Testament)
- ジャスティス(Justice)
- 梅喧（ばいけん - Baiken）
- ファウスト(Faust)/Dr.ボルドヘッド(Dr.Baldhead)
- 蔵土縁紗夢（クラドベリ ジャム - Jam Kuradoberi）
- ジョニー(Johnny)
- 御津闇慈（みと あんじ - Anji Mito）
- ヴェノム(Venom)
- ディズィー(Dizzy) / 木陰の君（こかげのきみ）
- ファニー(Fanny)
- スレイヤー(Slayer)
- イノ(I-no)
- ザッパ(Zappa)
- ブリジット(Bridget)
- ロボカイ(Robo-Ky)/ロボカイII(Robo-Ky II)
- アバ(A.B.A)
- シン(Sin) / シン=キスク(Sin Kiske)
- レイヴン(Raven)
- ベッドマン(Bedman)
- ラムレザル=ヴァレンタイン(Ramlethal Valentine)
- エルフェルト=ヴァレンタイン(Elphelt Valentine)
- レオ=ホワイトファング(Leo Whitefang)
- ジャック・オー(Jack-O')
- 琴慧弦(クム ヘヒョン - Kum Haehyun)
- アンサー(Answer)
- 名残雪(Nagoriyuki)
- ジオヴァーナ(Giovanna)
- ゴールドルイス・ディキンソン(Goldlewis Dickinson)
- ハッピーケイオス(Happy Chaos)

### 『2』のマスター
- イズナ(Izuna)
- Dr.パラダイム(Dr.Paradigm)
- ヴァレンタイン(Valentine)

### サブキャラクター

#### ソル（フレデリック）の関係者
あの男（That Man） / ギアメーカー（GEAR MAKER） / 飛鳥＝R＝クロイツ（ASUKA R.KREUTZ） / 飛鳥＝R♯（ASUKA R♯）
声 - 増谷康紀（『GGXX』ストーリーモード） / 杉田智和（『GG2』以降）
初出は『GGXX』（名前だけなら『GG』のカイEDにて既出）。ソルをギアに改造し、ジャスティスを始めほぼ全てのギアを生み出した物語の黒幕でソルの宿敵。本名や素顔などの一切が謎に包まれている。シルエットを中心に描写されていたが、『GG2』以降は子供の姿で登場している。『GG2』後半で、ソルに子供の姿を指摘された時には「大人のままじゃ駄目みたいなんだ」という主旨の言葉を返している。
従者であるイノやレイヴン達と同様、時間を超越した存在。だが、その本質はあくまで人間であり、若返る事が出来る機械で、命を繋いでいるらしい（アクセルとも同じと言える存在＝因果律干渉体）とされてきたが、アクセルがタイムトラベル（時間旅行）をしているのに対して、彼自身はタイムトラベルの描写がない。
贖罪的な口調で語りかけるその台詞には意味深な物が多く、「ギアはギアを超え人は人を超えねばならない」という発言を残している。ディズィーに対しては「自らの思惑を超えた世界の希望である」と発言し、彼女は他のギアとは違う特別な存在であると示唆している。
『GGXrdS』ストーリーモードでは元老院を相手にソルと共闘。「ゆりかご」撃破の立役者となる。その後ゆりかごの中から現れたジャスティスに対処しようとするもベッドマンに阻まれどこかへ連れ去られてしまう。
『GGXrdR』にて、本名とその姿が明かされた。アーケード版オープニングでは、ベッドマンにより何らかの処置を施されて「抜け出せない」状態となっており、「エルフェルトとジャスティスが融合したらすべて終わりだ」と融合を阻止すべく、ジャック=オーの早期覚醒を判断した。
『GGXrdR rev2』のアフターストーリーでは、本名が判明したため、以降および『GGSTRIVE』では名前の表記が『あの男』もしくは『飛鳥』の表記を使い分けるようになった。
アリア
ソルと「あの男」のかつての研究仲間であり、ソルの恋人であった女性。ジャスティスの素体でもある。当時の医療水準では治療不可能な死病を患い、フレデリックからは「治療法発見まで冷凍睡眠する」という対処法を提示されるも、冷凍睡眠に入ればフレデリックと同じ時間を共有できなくなり置いて行かれてしまうという理由から頑なに拒んでいた。

#### ジェリーフィッシュ快賊団団員
エイプリル
声 - 緒川ゆみこ（『XX』『2』） / 磯村知美（『Xrd』以降）
青いバンダナ（『Xrd』では水兵帽）を付けている少女。舵を手に持っている。メイとは親友の間柄で仲が良い。メイの勝利ポーズには必ず登場している。名前の由来は「四月（April）」より。
リープ
エプロンを着た中年の女性。団の料理長を勤めている。愛称は「リープおばさん」。名前の由来は「閏年（leap year）」より。

#### その他の関係者
クロウ
声 - 安元洋貴
終戦管理局に所属する技術者で、ロボカイの開発者でもある。『GUILTY GEAR XX Λ CORE PLUS』ストーリーモードにのみ登場してプレイヤーの前に立ちはだかるが、彼自身と直接戦う事は無い。やたらと英語を混ぜたがる口調と常に飄々としている人を食った性格と雰囲気だが、命令を聞かないロボカイの性格と発言に手を焼いておりツッコミを入れるなど、苦労人な一面もある。また紗夢から無理やり気絶させられ彼女の店へ誘拐される、紗夢とロボカイと共にアクセルのタイムスリップに巻き込まれるなど、コミカルな描写も目立つ。しかし試作型とはいえジャスティスのコピーロボットや通称ロボムキンと呼ばれるPシリーズを作ったなど、技術者としての腕や頭脳は確かである（ただしファウスト曰く「医者としては優秀だが、学者としては三流」）。
その正体は謎に包まれているが、ジョニーや雲長博文、ファウスト、闇慈、梅喧たちとどこかで出会ったようで、本名は「郭羽九郎（くるわば くろう）」」というジャパニーズであり、さらにジョニー曰く「死んだと聞かされていた」らしい。しかし本人は真っ向から否定し「（人の顔を覚えるのは苦手と前置きしたが）面識がない」「そのような名前ではなく別人」だと発言している。過去、多少ながら面識を持っていた雲長博文によって次元牢に叩き込まれたことがあり、梅喧から「ジャパニーズの面汚し」と罵倒されている。また「終戦管理局支部長」と名乗っているが、その実下っ端で上には逆らえないらしい。
本人は外での活動をほとんどしておらず、機器の開発や操作を始めとした作業に勤しんでいることが多いためか「運動不足」であることを語っている。
終戦管理局からジャパニーズの回収を命じられているが、本人はギアと人間のハーフであるディズィーに興味と執念を持っている。なお、ディズィーのバッドエンドでは彼女がクロウに囚われ、彼の手で複数のクローンを生み出されることになる。
元老院（げんろういん）
初出は『パチスロ ギルティギア ヴァステッジ』（名前だけなら『GG2』にて既出、ゲームでは『GGXrd』から）。
正式名称「国際連合元老院」。メンバーは4人。聖皇庁の最高顧問であり、イリュリア連王国の陰の支配者でもある。
カイに王位を与え、ザトーを蘇生させた張本人かつ、事の大元を引き起こした存在の一派。
「あの男」と同じく当該シリーズの背景裏で暗躍しており、いわば黒幕に当たる集団。
『ヴァステッジ』でバルディウスがソルとの戦闘で死亡。以降、元老院の一席が空席となる。
『GGXrdS』ではアーケードモードクリア時におけるエンドクレジット直後のムービーにて、更なる野望を口にしている。
『GGXrdS』ストーリーモードでは「ゆりかご」を使いジャスティスの復活に着手。イリュリアでのソル達との戦闘の末に敗北した。
バルディウス
元老院の一員。『パチスロ ギルティギア ヴァステッジ』におけるボス。禁呪によって既に人としての姿を逸脱しており、仮面を取ると異形の姿に変貌し、ザトーが所有していた影を操る能力を持つ。アウトレイジの一部である「閃牙」を所有しており、GG2の事件である「パプテスマ13」以降に脅威に備えて封炎剣の強化のためアウトレイジのパーツを回収するソル一行に対して、元老院の計画の障害と認識し徹底抗戦を仕掛ける。最終的に異形の戦闘状態でソルと対峙するが敗北し、死亡する。
クロノス
元老院の一員でリーダー格。ジャスティスと融合しようとするもソルらの作戦の前に敗北。リブライアに助けられ、元老院で唯一生き残る。その後はファウストとの会話で真の黒幕の存在に気付き、共に調査を行うことになる（そこから元老院がイリュリアを手放したかどうかは不明）。
アクソス
元老院の一員。イリュリアでの戦闘でカイを射殺するも、ギアの力で復活したカイに返り討ちにあった。
リブライア
元老院の一員で紅一点。敗北したクロノスの身代わりになり死亡。

ガブリエル
声 - 菅生隆之（『Xrd』）
初出は『GUILTY GEAR』。軍事国家ツェップでクーデターを起した元将軍であり、現在はツェップ共和国大統領として活動している。GGX以降でポチョムキンが勝利した後に彼方から飛んでくる黒髭の男である。クーデターを起す前は当初の叛逆を気づかれないよう軍国主義者を装って冷血非道に振舞っていた。そのため部下であるポチョムキンも当初はガブリエルを嫌悪していたが、後に全てクーデターで平和自治を唱えるための演技であったことを知ると、一転してポチョムキンから絶対的な忠誠を得ることになる。
スレイヤー・ソルとは旧知の仲で互いに何度も本気で拳を交えており、「私に挑むならまず、ヤツ（ガブリエル）を超えてもらいたいものだ」という戦闘前の専用台詞から、ポチョムキンより遥かに強い存在であることがうかがえる（ディレクターの石渡曰く、人類最強の人物とのこと）。
ヴァーノン
初出は『GGXrdR』。ストーリーモードのみに登場。A国の大統領であり、黒色系の初老の男性。見た目によらず強かで計算高く、自分や自国を有利な状況へ導くためなら何でも行なう策士である。
各公的機関に顔が利く人物であり、イリュリア連王国の各王とも面識があるがその交流の範囲は公の組織だけに止まらず、ジェリーフィッシュ快賊団のリーダーであるジョニーとも交流を深めている。
『胡蝶と疾風』に登場した、A国大統領を務める少女「エリカ」の後任として、その職に就いていることが明かされている。
実は右腕は義手であり、その中に「スピリタス48型」を燃料にして発射する砲を内蔵している。
ダレル
声 - 岩澤俊樹
初出は『GGXrdR』。ストーリーモードのみに登場。イリュリア連王国第三連王。第一連王のカイや第二連王のレオと並びイリュリア連王国を統治している。
あらゆる物事や事象に対して常に冷静沈着に対処することを前提としており、行動においては機械的な見解を見せている上に相手に対しても冷徹な言動で接することが多い。また、知略家であり、感情よりも理詰めで事を見ている為にカイやレオとは歩調が合わない面を見せており、特にレオに対しては折り合いが付かないことが目立っている。
ランディ
初出は『GGXrdR』。ストーリーモードのみに登場。ザッパの同僚で彼と同じくフィンランドの片隅で公務員として勤務している。
元はハッカーで、世間を騒がせるレベルの事件を起こしていた事からそこそこ高めのランクの犯罪者としてマークされていたが、逮捕時に政府からその腕前を買われて釈放され、公的機関の情報監理に関する業務を請け負う部署に所属するも、フィンランドの支局へ異動させられ現在に至る。
当人にとって今の生活はあまりに退屈らしく、隙さえあればハッキングを行おうとしているが、その都度ザッパに窘められることが多いためか実現に至らずにいる。
ハッピーケイオス
声 - 高橋信
初出は『GG STRIVE』。真っ青な地肌を持ち、額に生えた2本角、擬態能力を有し ジャック・オーと似通った形状の光の輪を頭上に頂く姿といった、如何にも人間ではない風貌の存在である。
性格は陰気のようで軽快かつ人懐こく見えて破壊的。しかし、気紛れのような言動を示しながらどこまでも見通す知性を持つなど不可解な精神性を有しており、その目的も不明である点から傍目で見ても異様な存在であることを強調させている。
GGXrdRのストーリーモードでソルに完敗し、のちに聖皇の座を剥奪されイリュリア城内で拘束を受けていたアリエルスの肉体から、イノに引き摺り出される形で姿を現した。
その正体はバックヤードを発見した科学者であり、飛鳥の師匠でもある「第一の男（オリジナル）」。かつては人類の為を思い、バックヤードに現れたイノから感情を引き抜き、情報生命体「慈悲なき啓示」を作り出して人類を導こうとしていた。しかし慈悲なき啓示とその後に対峙し、イノから抜き取った「感情」を押し込まれたことで発狂。後に慈悲なき啓示＝アリエルスが「人間性」を理解するために彼女のパーツとして取り込まれてしまっていた。解放後は、人類が織りなす「ドラマ」を求めてイノに協力する形で暗躍。愉快犯ともいえる立場であり、場合によってはソルたちの味方にもなり得る存在。
暗慈たちが探している、日本崩壊の原因でもある「あの男」は飛鳥ではなくこの人物。

### 限定最終ボス
レオパルドン（Leopaldon）
『GUILTY GEAR ISUKA』の最終ボス。アーケード版ではCPU専用。本来は白く巨大なギアだが、現在は茶色の雌犬を捕食し在半融合状態にある。行動不能のはずであるが、ギアの操縦能力を持つ謎の男「ソーサラー」によって操縦されている。ソーサラー自身に悪意は無く、極地で暮らす人々のためにギアの能力を役立てているようである。『ISUKA』のみのボスキャラクターで、すさまじい性能を誇る。
必殺技
超ハイタッチ!
片腕を振り上げるようにして攻撃する。
リバースリバー
口の中から、魚のような物を吐き出す。魚がヒットした相手（同キャラ戦でのレオパルドンや気絶中を除く）は気絶する。
超お手
地面から白い板のようなものを3回出す。
パーフェクトレインボウ
口から水色のレーザーのようなものを出す。
キラーノート（Lv1）
赤い筋の入った黒い大きな玉を飛ばす。
キラーノート（Lv2）
赤い筋の入った黒い大きな玉を飛ばし、直後それが2つに分かれる。
覚醒必殺技
キラーノート（Lv3）
黄色と黒の煙のような物を纏った、赤い筋の入った黒い大きな玉を飛ばす。
808
両手両足を広げ、身の回りに衝撃波のようなものを放つ。
ステージ：Antarctica
テーマミュージック：Kill DOG As A Sacrifice To DOG
ジャッジメント（JUDGMENT）
声 - 出利葉恭行
『GUILTY GEAR JUDGMENT』における最終ボス。南海の孤島「イセネ」の罪無き人々を利用し、「ギア」を超える生体兵器を作る研究をしていた学者・レイモンドが魔界の王「イヌス」の力を手に入れ化身した存在。研究者らしく理知的でキャラの名前や経歴を詳しく知っており、また自分の研究や計算に絶対の自信がある。しかしスレイヤーにマッドサイエンティストと称されるほど、自身の目的のために手段を選ばず、イセネの人々を自分の研究材料としたことを何とも思っていない冷酷さと、自分を神と呼ぶほど傲慢で独善的な性格を持つ。また自分にミスは許されないと発言するなど完璧主義者でもある。
イヌスに捕食されたが、プレイヤーキャラに倒させイヌスの自我を取り除くことで、レイモンドの自我を侵させずイヌスの力を取り入れることに成功した結果、姿が変わり強大な戦闘能力を手にした。その後新たな異界の王であり地上に君臨する神として、世界を支配するという野望を目論見実行しようとする。聖戦とジャスティスのことをある程度知っているらしく、彼はそのことについて「聖戦の闇を照らすのは正義ではなく審判だ」と語り、自分の野望を阻むプレイヤーキャラを罪人として裁くためバトルを挑んでくる。プレイヤーキャラに倒された後、「イヌスは死んでいるので、レイモンドの精神や自我だけ入っても、生き長らえることも何もできない。その上イヌスが朽ち果て腐っていくことも止められない」と指摘され、自分のミスに気づき笑いながらも結果を認めず、助けを求めながら消滅の末死亡した。
必殺技
アブソリュート・パニッシュ
多段ヒットする突進技。ヒット時、派生がある。
ルイナス・ペイン
前方に紫色の巨大な球体を飛ばす飛び道具。球体が画面上にまだあっても繰り返し出せる。
サブバート・オラクル
足元に楕円形～横一直線の炎のフィールドを発生させ、触れた相手にダメージを与える。
デイティー・プロテクト
背中の板で防御体制を取り防御した後、突進で反撃する。しかし、投げは防げない。
覚醒必殺技
ラスト・アポカリプス
地面から自身の周囲に光の剣を数本繰り出す。本作ではガードがなく当たると大ダメージを受けるので、ジャッジメントの背後に立って回避するしか対処法はない。

ギグ（GIG）
声 - 非公表
『GUILTY GEAR DUST STRIKERS』における最終ボス。「あの男」によって作られたといわれるギア。化け物の下に人間の上半身を無理矢理接合したような姿と、無防備な状態の2形態を持つ。

## 用語

### 法力・兵器・超常現象関連
法力
本来、物理学上ありえない、限りなく万能に近い力であり、現実世界における自然現象ならび超常現象を具現化させたもの、いわゆる「魔法」でもある。原理は、本作で『バックヤード』（下記参照）と呼ばれる世界の情報世界にアクセスし、そこで法則を書き換えて発動させていると見られる。科学技術が世界の理で何らかの現象を起こす（可燃物に何らかの刺激を与えて燃焼、それにより火を起こす（その過程で燃焼物が残る））のに対し、法力は世界の理を捻じ曲げてまで現象を起こしている事になる（前述の火を起こす段階と違い、触媒を介さずに直接、何もないところや本来存在が難しい水の中などで火をそのものを発生させるように情報を書き換える）。ギルティギアの世界では、科学体系の一つとして機能している為、厳密に定義すると魔法ではなく、進化した科学技術の一種となっている。
ありきたりな魔法属性としては作中では『火』『水』『雷』『風』と、特定の地域出身に適性がある『気』の五大属性に分類される。この五大属性を素にして『666種類』の応用技術が開発された。その内6種は、リスクの大きい『禁術』と呼ばれた物に指定されている（下記参照）。
作中においては、一般的な機械科学に代わる技術として普及され、本作のキャラクターが使用する技と言った戦闘向きのものから、通信といったものまで様々。ただし、下記の通りのリスクがあるため、法力を利用した一般的な製品は単純な機能しか利用できないように制限を掛けており、乗り物・通信といったインフラに当たるものは高級品となっている。そのため、これらを有するのは一部例外を除き、大半が国有、官僚であり、一般市民は機械の代用として古くからの郵便や馬車などが復権した。
法力の開発で、人類は無限のエネルギーを「情報」という形で得る事「には」成功した。しかし、事実上物理・自然法則を捻じ曲げて無理やりエネルギーを得ている形となるため、現実空間内の許容限界を超えるような法則書き換えが起きると宇宙そのものが崩壊するリスクを背負っている。
「第一の男（オリジナル）」がバックヤードの発見、それにより法力が確立した直後である2000年代の旧時代では大部分の機械との相性が悪く、また再起の日（下記参照）の出来ごとにより機械文明は大きく衰退したが、機械的文明自体はまだ残っている為、一応魔法（新科学）と科学（旧科学）は共存している。
ギア
人類生態強化計画（GEAR計画）によって｢あの男｣と呼ばれる人物が作り出した生体兵器。人間を含めた生物をギア細胞により強化させたもので、戦闘能力および生命力は並の人間を凌駕し、その寿命は数百 - 数千年とも言われている。本来は外部からの制御が無くては行動出来ない存在だが完全自立型は例外であり、ジャスティスの死後も活動を続けるギアは僅かに存在している。一般的には大きさで区分し、巨大な竜から細菌兵器のような微細なタイプまで様々な種類が確認されている。その呼び方はメガデス級など。
小説「白銀の迅雷」では、ギア細胞を利用した薬が登場しており、摂取した人物の身体的機能を補う効果を発揮したが、司令機能を持つギアの機能を模した装置により、摂取した人物を操る事が出来てしまう。後に、摂取した人物達から寄生したギア細胞を除去していることから、除去技術は確立している。
『Xrd』ではGEAR細胞の基礎理論を完成させたのは「ヴィンス=マクドネル」を中心とした研究チームとなっており、このチームにソル・アリア・あの男の3名も参加していた。
禁術
魔法科学論の進歩に伴い法術を生み出すに当たって、凄まじい高等技術を簡単に得る法術も発見された。当時の学者達はそれらを「システムが未完成の為、術者に対するリスク（ウィルス性の被害発生や後遺症）が起こる確率が非常に高い」という理由からアフターリスクが発生するように設定し、封印した。それが「卑・泥獄墜法」、通称「禁術」である。
ザトー＝ONEが使用したものが卑・泥獄墜法第5法「蝕精影陣」、アフターリスクは「視界の遮断」。ミリア＝レイジが使用した（させられた?）ものが卑・泥獄墜法第6法「アングラ」、アフターリスクは現在不明。なお、全ての体系化された法術を「聖天貸法」と言い、全666種であるがそのうち6つ（禁術）を含まず、公式には660種とされている。
神器（じんぎ）
ソル＝バッドガイの「封炎剣」（後の「ジャンクヤードドッグ」）やカイ＝キスクの「封雷剣」、御津闇慈の「絶扇」などの特殊な武器。他に「閃牙」「益篤」「湖上白」が国際連合と元老院の所有物となっている。
元はフレデリック（ソル）が開発したアウトレイジと呼ばれる対ギア用武器であったが、あまりにも強力過ぎて人が扱えるものでは無かった為、8つに分裂させた。アウトレイジは実用形態と呼ばれる白い棒状、もしくは槍状に合成した姿と、8つの神器をほぼそのまま合体させた仮組物理形態と呼ばれる状態がある。また、合体後の姿が宝島社から刊行された初代『GUILTY GEAR』の攻略本に掲載されている。なお、コミカライズ版であるXTRAでは神器が共鳴反応を起こしている様子が描かれている。
封炎剣（ふうえんけん） / ジャンクヤードドッグ
デザイン上のモチーフはジッポーライター。パーソナルカラーは「主人公（ソル）だから赤」とのこと。
ソルが聖騎士団に所属した際に預け、騎士団の所有物となったが、騎士団を脱退するソルによって強奪されて以降は彼の所有する武器となっている。
「GG2」以降、アウトレイジへの合成を視野に入れる段階の一歩として、封炎剣をカスタムしたジャンクヤードドッグの強化改造の為に、国際連合が有する「ハルデン要塞」で保管されていた「閃牙」を組み込み、不安定ながらもアウトレイジ並みの最大出力を出せるようにした。
強力なエネルギーを外部から供給される事で、段階的に威力をあげる事が可能であり、3倍で山を一つ吹き飛ばす威力になる。
劇中ではオラトリオ聖人のエネルギーを受ける事でアウトレイジと同等の威力まで引き上げた。
なお、ジャンクヤードドッグの名の由来は、プロレスラーのThe Junkyard Dogから。
封雷剣（ふうらいけん）
デザインは両刃の長剣であり、パーソナルカラーは使用者のカイと同じで青と白を基調としている。
元は聖騎士団の所有物であったが、当時団長に昇格したばかりのカイに授与され、組織解散後は本人の所有する武器として扱われている。
後にバプテスマ13事件と呼ばれるギア消失事件でディズィーが消滅し掛けた際、内包している全法力を解放し時間を止める程の魔方陣を組み上げて阻止したが、解放の影響で封雷剣そのものは消失してしまった。なお『Xrd Rev2』時点でディズィーのエピソードモードにて封雷剣が形状までは復元技術が進められていることを明かされるが、使用可能な状態には至らなかった。
『Xrd Sign』では封雷剣のような形状の武器が登場し、カイがこの武器を所持しているが、これはオリジナルに匹敵する力を備えた代替品として用意された『マグノリアエクレール（II）』というもの。『GG2』では儀礼剣「アクイラ」を使用していた。
絶扇（ぜっせん）
デザインは舞扇であり、パーソナルカラーは群青色と茶色を基調としている。
見た目によらず頑丈かつ頑強に出来ており、闇慈が自身の武器として所有している。
巨大化する扇子の元ネタは『ジャイアントロボ THE ANIMATION -地球が静止する日』に登場する「智多星の呉用」。
閃牙（せんが）
デザイン上のモチーフはランプであり、設定画では拡声器の形状に似通ったパーツが取り付けられていることが確認できる。
国際連合の「ハルデン城塞」にて保管されていたが、ジャンクヤードドッグを完成させる為にソルによって奪取される。
益篤（えきとく）

湖上白（こじょうはく）

聖戦
2074 - 2175年の長期に渡り、ギアと人類によって繰り広げられた戦争。（公式上では）ジャスティスがギアを率いて日本列島と朝鮮半島の一部を消滅させたのを皮切りに、ジャスティスが封印されるまで続いた。聖戦は実は終戦管理局が仕組んでいたのではないかとされているが、それを知る者は少ない。『GUILTY GEAR XX』のジャスティスのストーリーモードでは、ソルがジャスティスに致命傷を与え、その後にカイが駆けつけ封印をした事が明かされている。しかしドラマCDでは「2180年に終結」と、食い違いが生じている。
因果律干渉体
現在はイノとアクセル=ロウが該当し、ただタイムトラベルしているわけではなく、数ある可能性から無意識に選び、他の可能性を消してしまっている。アクセルは自らのタイムトラベルで在り得た世界を消してしまう事に悩み、もうタイムトラベルをしたくないと明かしている。
バックヤード
森羅万象を定義する世界の名称。現実世界における法力、いわゆる「魔法」などの法則を決定付けるシステムが存在する仮想空間で、いわゆるパラレルワールドならびアカシックレコードに該当するものでもある。複数存在しており、イズナが住んでいる「黄泉平坂」はその1つといわれる。
バックヤード空間はこの世の全てとも言える膨大な情報が満ちているため、普通の生物が触れるとその圧倒的な情報量に耐え切れず塵芥となって消滅してしまうが、ギアやソルやカイ等の限られた人間は通常通り行動が出来る。そして、あの男とその仲間は独自の技術で行動可能にした空間を作り出し、ここに隠れている。
黄泉平坂（よもつひらさか）
妖怪の住処となっている仮想空間。イズナの故郷で、日本建築の様な施設が点在。

キューブ
『GG2』の最重要単語。GG2での襲撃者に対する防護・封印装置として作られた道具である。
その名の通り、形状は立方体であり、バックヤード深部の とある空間を封印している。
製作者は「あの男」であり、物語の終盤において「キューブではもう保たない」と話していた。
Dr.パラダイムの発言によれば「バックヤード内部でキューブに干渉できるなら、未曾有の大災害を起こす事もたやすい」との事。
封印している空間の正体は、バックヤードで現実そのものの法則を大きく書き変えてしまう物で、ヴァレンタインらの襲撃者はここの情報を書き変え、現実を崩壊させることが目的。
解除には時間が掛かる上、ソルの手によって鍵の魔方陣が破壊されてしまった為、外側から開ける事が二度と出来なくなってしまった。
慈悲無き啓示
「あの男」が恐れている存在。『Xrd REVELATOR』のストーリーモードにて、聖皇アリエルス（海外版ではSt.Maximus）と同一人物である事、初代ヴァレンタイン・ラムレザル・エルフェルトの3人のヴァレンタインを作り出した事が明かされている。
その正体は情報生命体であり、ストーリーモードにおいては「ロボット」という形容をされている。
性格は残忍で、子供染みた言動にも思えるおちゃらけた振る舞いを見せる。優生主義者であり、一見 合理的にも捉えられるかのような自己中心的な発言を示す。
当初は意志が無いとされていたが、現在の人間を理解する為に意思を持つ人間として具現化しており、現在の人間を全て「人形」と呼んで嫌悪していた。
再起の日
1999年に起こった現象。世界中の電子機器に生命活動のような現象が起こったがすぐに消えた謎の現象。
調査によって、未知の生命体が実体を得ようとしていた事が判明し、国際協定で電子機器の使用と保有が禁止され、電子機器の放棄によって文明水準が下がっていった。以降、法力が台等することとなる。
バプテスマ13（サーティーン）事件
『GG2』のギア消失事件の名称。初代ヴァレンタインがバックヤードに隠されていた「キューブ」の鍵を手に入れるために、世界中に残っていたギアを分解して探していた。
実はキューブの鍵はジャスティスの因子であり、ディズィーが消滅するのをカイが封雷剣の全法力を解放して封印し阻止してしまった為、手当たり次第に探していたがジャスティスの孫にあたるシンが利用された。
ゆりかご
元老院が保有する巨大な物体。周囲を絶対防壁フェリオンで防御し、通常はバックヤードに隠れているが、内部にいる元老院メンバーをバックヤード空間への常駐に耐えさせることはできないため、23時間毎に「息継ぎ」のために現世に現れる。転移の際には周囲にもバックヤード空間を纏って現れる為、生物がいると塵芥になってしまう。
実は秘密裏に回収したジャスティスが内部に隠されている。
絶対防壁フェリオン
聖皇庁の特権法術であり、聖皇とその側近、元老院等の限られた高い身分の者しか使用出来ない特殊防壁。通常の法力や物理的な力での破壊は出来ないが、想定外の超える力で攻撃された場合のみ物理的に破壊が出来る。
セントエルモの灯
13年周期でイリュリア地域に発生する超巨大な落雷。聖戦時代にも発生しており、GEARの大軍勢に対して劣勢だった聖騎士団が此れによって救われており、神聖なものとして称えられている。ただし基本的には自然現象で無差別な為、現在はイリュリア城に巨大な避雷針を設営してそこに集めている。そして城の地下に避雷針から集めたエネルギーを蓄えたキャパシターが隠されており、元老院はこれを利用して先に魂の融合を優先して行い、落雷のエネルギーを利用してジャスティスの再起動を目論んでいた。
人造兵オーパス
ラムレザルとゆりかごが出現し、聖皇庁と元老院が急遽、全世界に配備を進めた人造兵士であり、通常の法力では戦うことが出来なかった対ヴァレンタイン専用兵器として開発され、意思を持たず命令に忠実に従う。Dr.パラダイムが調べた所、実はそのほとんどがGEARであり、起動したジャスティスの命令を受けてしまう。
オラトリオ聖人
巨大な十字架の形状をした機動戦艦型のエネルギー砲。本来は強力なエネルギーを撃ち出し、アウトレイジを介してギアを消滅させる為の武装であり、連射も可能。劇中ではジャック＝オーとジャスティスの融合とジャンクヤードドッグの威力を引き上げる為に使用された。
エリ=プ=マーブス（EripmavS's）手記
エリ=プ=マーブス=ディ=エリアーデが記したとされる本であり、「再起の日」や「聖戦」等の事が記されている。
その中で、ある人物に興味を持ち「太陽」の名を与えたとの記述がある。
実は綴りをアナグラムすると「VampireS's」となる。また、この手記を記した人物の正体は、同じヴァンパイアでSを頭文字とするスレイヤーとされている。
ヴァジュランダ
ツェップが保有する対地爆撃用大陸弾道超長距離ミサイルであり、法力と科学の粋を結集した弾道ミサイルである。
初速は秒速0.2km、巡航速度は秒速5.2km（マッハ15）を超える。
目標となるターゲットが消失した場合、セーフティとして上空に向かって飛ぶようになっており、最悪の被害を回避するようになっている。
グリンカムビ・ダーク（Gullinkambi Dark）号
ジェリーフィッシュ快賊団が所有する大型高速飛空艇。機体にノーズアートが描かれ、ブリッジ部に金色に輝く巨大ドクロのパーツが填め込まれているのが特徴。
PH社製J-59エンジンを12基搭載しており、3'600km先のエリアまで40分で移動する事が可能。
ジョニーの愛機で同時に快賊団の虎の子かつ切り札とも呼べる代物だが、機体の維持を最優先しているため現時点では非常時にのみ利用する程度に止まっている。
またジョニー曰く「世界最速・最新鋭の民間機」であるが、ジャック=オーに言わせれば「アンティーク」とのことである。
ティル・ナ・ローグ
ホワイトハウスに隠されていた本当の姿。
聖戦時、一部高官達が地球外への移住を目的として建造された宇宙船であり、プロジェクト「ティル・ナ・ローグ」と呼ばれていた。
搭乗員400人が120年生存可能な宇宙コロニーも建造を終えていたが、使用される事無くホワイトハウスの地下で眠っていた。

### 組織・地理関連
国際警察機構
当該作品において世界の治安を維持している警察組織であり、全世界に支部を展開している。この組織にはかつてカイが長官として所属しており、警察とは部署が異なる立場の彼をそのポストに就かせていることから、後述の聖騎士団を前身としている節が見受けられる。
聖騎士団
ギアに対抗するために結成された組織。飛空挺に師団ごとに乗り合わせていて、ギアの掃討以外にも被災者の救助なども行う義勇軍だった。実際にジャスティスを倒したのはソルだが、公には聖騎士団が退治し封印した事になっているため救世主扱いをされる事もある。『GUILTY GEAR』ではその名声を第二次聖騎士団員選考武道会の開催という形でテスタメントに利用されている。団長は初期は不明であるが、中期にはクリフ＝アンダーソン、終期にはカイとなり、現在は解散した為に存在しないものの元メンバーの多くはカイを慕って国際警察機構に所属している。かつてはソルもこの聖騎士団に所属していた。
アサシン組織
創設者はスレイヤー。表向きは法で裁けない罪人を抹殺する為に結成された少数精鋭の団体という扱いだが、組織の実態は吸血鬼であるスレイヤーが自身の食糧となる人間の血液を確保する為に設立したものであった。だがスレイヤーが不老不死の女性シャロンと出会い、彼女と結ばれ所帯を持った為にその必要がなくなり、トップの座をザトー＝ONEに引き継ぎスレイヤーは引退した。しかし時が経つに連れてその方針や組織の在り方が大きく変わって行き、組織は犯罪組織と化していた。そしてザトー＝ONEの死亡によって一度は瓦解し掛けたが、ザトーの部下であったヴェノムを頭首に据え、今はその組織力を取り戻しつつある。現在は組織から離れていたスレイヤーや逃亡している身であるミリアが一時的に戻って来ている。
ジェリーフィッシュ快賊団
ジョニーをリーダーとする義賊的空賊集団。国際警察機構とは対立する立場なのだが、民間人の間では信頼が厚く、幾度となく警察機構と共に凶悪犯罪を解決した事もある。更にツェップやヴァーノン大統領とも繋がりがあり、単なる犯罪組織や空賊集団ではなく、終戦管理局が敵として重要視する程。メンバーがジョニー以外全員女性であり、基本的に男性は乗船できないが、例外としてカイ・チップ・ファウスト・テスタメント・ブリジットが乗船した事がある。
ジャパン
かつての日本を指すと同時に、その跡地を指す。日本人はジャパニーズと呼称。人類に対し宣戦布告をしたジャスティスにより全土が壊滅、荒れ地のみが残る状態となった。その為ジャパニーズは希少種となり、保護をされることとなったが一部のジャパニーズは保護を拒否している。一説によるとジャパニーズには特殊な力があるとされるが、真相は不明である。
ジャスティスの意思によって消滅させられたとなっているが事実は違っており、起動実験中の事故によりバックヤードから現れた存在を消滅させるために、あの男によって止むを得ず撃ったガンマ=レイの巻き添えで消滅した事が明かされた。
ジャパニーズコロニー
各地に点在するジャパニーズを保護している施設。コロニーに住むジャパニーズは『市民』として扱われ、一定の生活が保障されている。
また「コロニーに入るとそこからは出られない」と言われており、内部では治療と偽って何かの実験を行っているらしい。
ジャパニーズは保護の有無に拘らず外の世界で行動することを法律で禁じられており、これを破ると重罪となってしまう。その為、一部のジャパニーズは自身の出自や身分を偽り、コロニー外の世界で活動・生活している。
『Xrd』のストーリーモードにおいて「コロニーからの出国が実現された」との知らせを報じるニュースが発信されている。
終戦管理局
聖戦を仕組んだと思われる組織。警察機構の上層部に入り込んでおり、ロボカイを主戦力にある計画の為に動いた。ソルやカイの活躍によって事実上消滅しているが、一部は残存している。
『Xrd』のストーリーモードで、この組織が実はアサシンと密接な関係にあったことがヴェノムの口から語られている。
『STRIVE』のストーリーモードで、第三連王のダリルにより再建し、ミリア＝レイジを局長に据えて諜報活動を再開している事が明かされた。
ツェップ
要塞のような姿の巨大飛行艇を国領とする浮遊国家。魔法が理論化（法力）されてから多くの国が旧機械科学文明を放棄したのに対し、この国はそれを保持している。
以前は軍事国家として存在していたが武道大会終了後、ガブリエル大統領（ポチョムキンの元教官）を始めとしたメンバーがクーデターを起こし成功、平和的自治権を手にした。
ただし科学文明を保持しているとはいえ、法力そのものを完全否定しているわけではなく、通信や生活の一手段として最低限は利用している。
イリュリア連王国
世界で最も栄えている国家。成立以前の地理的にはユーラシア大陸の大半やヨーロッパに該当。首都はイリュリアで、第一連王カイ・第二連王レオ・第三連王ダレルという複数の王によって統治されており、特例によって二人の連王の連名があれば連王の一人を退陣させる事が可能。
東チップ王国
『Xrd』以降に名目上建国している未承認の小国で、チップの手で設けられた（国として認められるために申請中）。小国となっているが、その規模は大型村落程度であり、かつ『王国』と銘打ちながらも国体は君主制でなく共和制を意識したものとなっている。
住民のほとんどはかつて荒くれ者として動いていた存在をチップが世界中から集めたもので、同時に、チップの手解きにより忍術を体得していることから住人一人一人が忍者として活動・生活する特殊な国家の一つとして見られている。
また、ジャパニーズコロニーに類似した形式の区画が設けられていることも特徴の一つであるが、チップの間違った日本観の影響によるものなのか、建築物に平仮名ばかりを表記した看板が取り付けられるなどの怪しげな雰囲気を漂わせている面が見える。
元老院
世界の大半を支配している組織で正式名称は「国際連合元老院」。発足時の構成員はバルディウス、クロノス、アクソス、リブラリアの4名であり、発足当時から組織はこの4名で長年運営されている。
イリュリア連王国を陰から支配しており、この国の王は同組織によって決められ、王となった人間は即位後からその組織の傀儡として生きることが定められたも同然となっている。
また、世界統治の裏で「世界の秩序」と逆の存在とも言えるヴァレンタイン達とも通じている。実は全員が『使徒』であり、ジャスティスの再起動と魂の融合を目的として動いていた。
その後、ソル達によりバルディウスが倒され、それから連続して残り使徒も野望が阻止された結果、組織は壊滅へと追い遣られた。
聖皇庁
当該作品において最大の公的機関であり、世界の頂点に立つ組織でもある。この機関の最高位に立つ存在は『聖皇』と呼ばれており世界の象徴でもある。
その権力は元老院を凌ぐ絶対的なものとなっている。元老院を最高顧問とし、同組織を介する形で世界を管理し統治している。
聖皇の座に治まるアリエルスはイリュリア連王を始めとする多くの民から絶対的な信頼と尊敬の念を受けていたが、彼女は自身の立場を利用する形で恐ろしい計画を企てていた。

### シリーズ共通システム
ガトリングコンビネーション
通常技のモーションをキャンセルして次の技につなげて、連続技にすることができる。ダストアタックへはGGX以降出すことができる。
なお、ガトリングルートが存在するからといって全てのガトリングコンビネーションが連続ヒットするとは限らない。ただし、そもそもガトリングコンビネーション自体を使う事が出来ないキャラクターも存在する。
ダストアタック
『GG』ではヒット時に相手を上空に吹っ飛ばす攻撃。ガトリングコンビネーションで連続技に繋ぐことができる。
ヒット後、レバーを上に入力していると「チェイスジャンプ」で相手を追いかけ、吹き飛んだ相手にダストアタック時専用の空中連続技を決めることが出来る。
『GGX』以降はヒット時ダストアタック専用の空中連続技を決められるという点は変わっていないが、通常技からは繋がらない、チェイスジャンプからホーミングジャンプに変更されている。
デッドアングルアタック
『GG』ではガードをキャンセルして必殺技を出すことができる。
『GGX』以降はガード中の硬直をキャンセルして専用の反撃行動を行う。発生は若干遅いものの長い無敵時間がある。デッドアングルアタックは相手にわずかなダメージを与えるものの、このダメージで勝利することはできない。
ダメージに大きく補正がかかるものの、特定条件下で追撃が可能なデッドアングルアタックを持つキャラクターも存在する。
フォルトレスディフェンス
『GG』では必殺技による体力の削りの無効化する。
『GGX』以降は必殺技による体力の削りの無効化、相手との距離を通常ガードよりも大きく離す、空中ガードできない技ができるようになる、といった様々な恩恵を受けることができる。ただしこの状態で相手の技をガードするとさらにテンションゲージが減少する。
ガード硬直が通常ガードよりも長くなるといったデメリットも存在する。
『GUILTY GEAR ISUKA』では中段、下段問わず投げ技以外は全て防ぐことができる仕様となっている。
挑発、敬意
挑発はモーションの終了直前で、敬意は出した直後からあらゆる技でキャンセルが可能。ディズィー、ファウストの挑発、チップの空中挑発（『XX』以降）には攻撃判定が付いている。
相殺
お互いの攻撃が特定のタイミングでヒットすると両者の間に稲光のようなエフェクトが発生して、両者の動きが一瞬止まる。なお、お互いにダメージはない。またこの状態はジャンプや前進後退といった移動以外の行動でキャンセル可能。
相殺が起こると次の行動が若干早くなる。
覚醒必殺技
『GG』では残体力が50%未満になるか、カオスゲージを100%消費することで使用可能。
『GGX』以降はテンションゲージを50%消費して繰り出す強力な必殺技。使用中は対戦相手のサイクバーストが使用不可となるため、確実にダメージを奪うことができる。
一部のキャラクターにはゲージを100%消費するものや、特定の条件を必要とするものがある。
一撃必殺技
文字通りヒットが成功すれば相手を一撃で倒す技。
『GGX』以降は技を出す前に一撃必殺準備を必要とし、かつ1ラウンドに一回しか出すことが出来ない。

### GUILTY GEAR 固有のシステム
カオスゲージ
攻撃やガードによって溜まる。MAXの状態になると覚醒必殺技などさまざまな行動を行うことができる。
CRASH
カオスゲージがMAXのときに無敵となり、体当たりでダメージを与えることができる。また、光ったときに攻撃を出すと技の威力がアップする。
GAMBLE
カオスゲージがMAXの時、反撃することができる。
空中振り向き
空中で向いている方向を変えることができる。
チャージ
チャージをすることで「チャージレベル」を上げ、一度だけその技の性能を上げることが出来る。チャージ中に限り、カオスゲージの上にレベルが表示される。チャージは一瞬でキャンセル可能。
アクセル・テスタメント・ジャスティスには、チャージできる必殺技が存在しない。
ダウン回避
ダウンする攻撃を受けたときに受身を取り、ダウンから復帰し攻撃に備えることができる。
殺界
殺界発生技を当てる、または飛び道具以外の攻撃を直前でガードすることで発生する。
また殺界発生技はキャラによってリーチが著しく異なり、最長のDr.ボルヘッドは開戦直後に当てられる程のリーチを持つ。
発生中は画面が一瞬止まって背景が赤くなり、その間に「236+攻撃ボタン」と入力すると一撃必殺技が発動、ヒットすればラウンド数に関わらず強制的に勝利できる。
殺界発生技は上半身無敵でガードされても殺界が発生。コマンド入力に成功するとその時点の勝利本数に関わらず試合に勝利することができる。
防御側は殺界が発生した瞬間には回避できるが、反応できなければその時点で負けが確定する。
後のシリーズと違い、回避されても何度でも出す事ができる。

### GUILTY GEAR X からのシステム
テンションゲージ（ゲージ、TG）
カオスゲージの代わりに登場。覚醒必殺技を始めとする様々なシステムの使用の為に必要なゲージ。
ラウンド開始時は0%からスタートし最高100%まで溜まる。溜まり具合によってゲージの色が変わる。
前進する、相手に攻撃を当てる、などの積極的な行動を取る事で蓄積される。
逆に後退する、攻撃を当てないなどの消極的な戦い方を続けていると、テンションゲージの消失や気絶しやすくなる等のネガティヴペナルティが発生する。
ロマンキャンセル（ロマキャン、RC）
実行すると「ROMANTIC!」というシステムボイスとともにキャラクターから赤い円形のエフェクトが出てキャラクターは強制的にニュートラルな状態に戻る。
主な用途は連続技の発展、技後のスキの大きい技のフォローなど。上手に連続技に組み込めば、覚醒必殺技を使用するよりも大きなダメージを相手に与えることができる。
打撃技であればほぼ全ての技（デッドアングルアタックやダストアタック、一部の通常投げなども）をロマンキャンセルすることができる。
ガードレベル
体力ゲージの下にあるゲージ。相手の攻撃をガードすると増加し、攻撃を受けると減少する。基準値は0、最低-128、最高+128。
連続技を喰らうたびに減っていき、ゲージに応じたマイナス補正がダメージにかかっていく。連続技が途切れると即座に0に戻る。逆に相手の攻撃をガードし続けるとゲージが増えて行き、攻撃を喰らった際のダメージにプラス補正がかかる。攻撃が途切れた後は基準値まで少しずつ減少していく。
またプラス75%を超えるとゲージが点滅し、点滅が止むまでの間相手から受けた攻撃が全てカウンターヒット扱いになる。
『XX』以降はガードバランスに名称変更。ゲージ上昇時に入るダメージがプラス補正からガードバランス値が０になるまで各技に設定された基準値のダメージが入り続ける変更を受けた。
『Xrd』以降はR.I.S.C.レベルに名称変更。
足払い
全キャラ共通の下段攻撃。地上の相手にヒットした場合必ずダウンを奪える。
一撃必殺準備
一撃必殺技を使うための準備行動。一撃必殺モード中はテンションゲージがタイマーに変更され、テンションゲージだったものが減少していく。0になるとそれ以降は体力を消費する。もう一度コマンド入力することで元に戻る。
一撃必殺技を使用するとゲージが消滅。ヒットすれば相手の全体力を奪いそのラウンドを取ることができる。
ダウン追い撃ち
相手がダウンした時に追撃する行動。打点の低い技であれば何でも当たる。ただし威力に通常時の1/4の補正がかかる。
『GGX』では真上に少し浮きダウン復帰もほぼ出来なかったが、『XX』以降後方に大きく吹っ飛ぶようになりダウン復帰が可能となった。
直前ガード（直ガ）
攻撃を食らう直前にガードする事。成功するとキャラクターが一瞬だけ白く光り、ガード後の硬直が普通にガードした時よりも少なくなる。『#RELOAD』以降、成功時にテンションゲージが0.5%増加するようになる。
攻撃レベル
本作における格闘ゲームの他タイトルにおける弱攻撃・強攻撃といった分類を数値化し各技に割り振ったもの。
『GGX』では1 - 3、『XX』 - 『ΛC』では1 - 5に分けられている。
数値が大きいほど攻撃が当たったときのやられ時間が長くなる。また『ΛC』ではガード時に攻撃レベル5の技を当てた時より長い硬直時間を与えるレベル6がある（ヒット時はレベル5の技を当てた時と変わらない）。

#### GUILTY GEAR XX で追加されたシステム
バーストゲージ
体力ゲージの下にあるBURSTと書かれたゲージ。最低0、最高15000。一文字で3000に相当。最初のラウンド開始時はフルに溜まっていて使用すると一定量減る。時間経過、相手からヒット数の多くダメージの大きい連続技を喰らうことでも早く溜まる。
また残体力が少ないと溜まる速度が速くなる。全て溜まると再度サイクバーストが発動可能になる。テンションゲージや体力ゲージと違い、バーストゲージはラウンドが変わっても持ち越される。
イノ・ディズィー（共にボス仕様）に限り、バーストゲージを全て消費して放つ必殺技を持つ。
サイクバースト（バースト）
ヒットすると相手を吹き飛ばす事が出来る衝撃波を全身に発生させる。ガード可能で、この行動でダメージを与えることは無い。
投げ技、一部の必殺技、覚醒必殺技・一撃必殺技を除いて、ニュートラル状態の時はもちろん連続技などの攻撃を受けている最中でも発動可能な行動で、相手の攻勢を中断させるのに使う事が出来る。
通常に発動した場合とやられ状態で発動した場合では性能が若干異なる。
通常時
ゲージを2/3（『ΛC』で4/5）消費して発動。発動のエフェクトは金色に光る、通称金サイク。
発生から終了後も着地まで対打撃無敵が続く。『ΛC』では相手のダウン復帰不能時間が大幅に短くなった。相手にヒットするとテンションゲージがMAXになる。後述のやられ状態のサイクバーストよりも若干発生が早い。
やられ時
ゲージを全て消費して発動。こちらはエフェクトが青い光になるため通称青サイクと呼ばれる。
この場合はヒットすればバーストゲージが1/3（『ΛC』で1/5）回復する。発生までは対打撃無敵なものの、攻撃判定が出た後は着地まで無防備になる。
『ISUKA』では攻撃ボタン4つ同時押しで発動。効果については基本的に『XX』と同じだが、ゲージは一律で全消費。2対1の1側に限り、ダメージ中に発動させたものでもヒットすればテンションゲージがMAXになる。
フォースロマンキャンセル（青キャン、FRC）
実行すると「ROMANTIC!」というシステムボイスとともにキャラクターから青い円形のエフェクトが出てキャラクターは強制的にニュートラルな状態に戻る。
効果こそ通常のロマンキャンセルと同じだが、対応技ごとに設定されたタイミングでのみ入力を受け付けているのが特徴。
ロマンキャンセルとは異なり、技が当たらなくても出せる。
受付時間は対応技の多くが2 - 3フレーム（2/60 - 3/60秒）に設定されている。
ダメージ補正
ダメージ補正には基底ダメージ補正と強制基底ダメージ補正の2種類がある。
基底ダメージ補正
基底ダメージ○○%補正、という形で一部の技に設定されている。主に発生の早い下段・中段技、投げ技に設定されている。仮に補正50%だとその技から連続技を開始した場合、以降の連続技のダメージが元々のダメージ50%になる。
強制基底ダメージ補正
強制基底ダメージ補正が設定された技を連続技に組み込んだ場合、たとえその技から連続技を始めていなくとも、元々の基底ダメージ補正を無視して以後の連続技にそちらが優先されるようになる。
基底ダメージ補正に比べると数は少ない。基底ダメージ補正と強制基底ダメージ補正では低い方が優先される。
仮に基底ダメージ補正85%の技から連続技を開始し、途中で強制基底ダメージ補正70%の技を組み込んだ場合、それ以降の連続技のダメージが元々のダメージ70%になる。
逆に基底ダメージ補正50%の技から連続技を開始し、途中で強制基底ダメージ補正80%の技を組み込んだ場合でも、それ以降の連続技のダメージが80%になることはなく、50%のままである。
一部の技には100%以上の補正がかかっているものもある。
壁バウンド・地面バウンド（壁バン・床バン、地バン）
それぞれ設定された技がヒットすると壁、地面にぶつかって大きく跳ね返る。
技や状況によって追撃が可能。
よろけ
設定された技を食らうと、一定時間行動不能となる。
この時間はレバーを上下以外に振ることで短縮が可能。

#### GUILTY GEAR XX #RELOAD で追加されたシステム
RAKUSYO
相手の体力ゲージを0にして勝利したあとの自由に動ける時間に挑発をすると、次ラウンドで相手のテンションゲージが50%溜まった状態と始まる。

#### GUILTY GEAR XX SLASH で追加されたシステム
行動制限解除（正式名称不明）
一部の必殺技に設定されているシステム。『GGX』シリーズにおいて、以下の行動をとった後ジャンプや空中ダッシュといった行動を取ることが出来ない。
1. 「ヴォルカニックヴァイパー」など地上から空中に飛び上がる技をロマンキャンセル（以下フォースロマキャン含む）した場合
2. 二段ジャンプをした後、技をロマンキャンセルした場合

しかし一部の必殺技にはこれらの制限が適用されず、ロマンキャンセル後、ジャンプや空中ダッシュが出来るようになる。

#### GUILTY GEAR XX Λ CORE で追加されたシステム
フォースブレイク（FB）
テンションゲージを25%消費する必殺技。一部の技は更に25%消費で追加技を出すことが出来る。
スラッシュバック（スラバ）
コマンドを入力すると一瞬黄色の輪がキャラクターを覆う。この瞬間に相手の攻撃を受けることで成立。成立時はガード時の硬直がほぼ無くなる。失敗時は0.5秒間スラッシュバックを使うことが出来ない（成立時のみ連続で入力できる）。なお、成功・失敗に関わらず一定時間ガードが出来なくなる。
投げ抜け
両者同時に投げコマンドまたは投げられる方が直後に投げコマンドを入力すると投げ抜けが成立する。受付時間は非常に短い。
スライドダウン（ズザー、スラダ、SD）
設定された技を食らうと相手は地面を滑っていく。
滑っている間に追撃を当てると相手は空中食らい状態になるのでそこから空中連続技を決めることが可能。
壁張り付き（壁張り）
対応した技を食らうと相手はステージ端（画面端ではない）に張り付き、しばらくすると復帰可能になる。張り付けられている間は追撃可能。

#### GUILTY GEAR Xrd -SIGN- で追加されたシステム
ロマンキャンセルの仕様変更
ロマンキャンセルの仕様に変更が入り、状況により3種類に分散化されている。 なお全てのロマンキャンセルに共通して、ロマンキャンセル後は自分以外の時間の流れが遅くなる効果が付加された。時間の流れが遅くなる効果の持続時間と、テンションゲージの消費量はそれぞれ異なる。
一撃必殺技の仕様変更
一撃必殺準備等のシステムは『GGX』と同様であるが、コマンドが全てのキャラクター統一となったほか、自分のマッチラウンド・テンションゲージが50%以上・相手の残り体力が一定以下の条件を満たしていると、一撃必殺準備のモーション中に相手の動きが停止するようになる。これにより状況によってはコンボフィニッシュとして一撃必殺技をも繋げることが出来るなど、これまでのシリーズよりも実用性が上がった。またグラフィックスタイルの変更により技の演出が往年のサイドビュー形式からCGムービー形式に変化した。
デンジャータイム
互いの攻撃が相殺した際、ランダムでデンジャータイムに突入、デンジャータイム中に先に攻撃をヒットさせるとモータルカウンターヒットとなり、ゆっくりとした吹き飛びと、受身不可時間の大幅増加が発生する。
ブリッツシールド
レバーを前後に入れずHS+PorKorSを押すと、テンションゲージを25%消費しブリッツシールドを展開、この間に攻撃を受けると相手の攻撃を弾く事が出来る。立ち状態、しゃがみ状態で展開出来、それぞれ弾ける攻撃に差異がある。
弾かれた側は無防備となるが、弾かれモーション中でもブリッツシールドだけは使用可能な他、弾かれた相手を投げることは出来ない。
『XrdR』では弾きが成功するとテンションゲージおよびバーストゲージが少量増加するボーナスが追加された。
ボタン配置変更
キャラクター選択画面で、使用するボタンの配置を変更できるようになった。 BLAZBLUEシリーズに採用されている物と同様のシステム。
ストーリーモードでの戦闘の撤廃
これまでのストーリーモードではムービーやキャラ同士の会話の合間毎に戦闘があったが、今作より完全に撤廃されてチャプター毎に分割されたフルムービーになった。

#### GUILTY GEAR Xrd -REVELATOR- で追加されたシステム
ブリッツシールド チャージアタック
前作の「ブリッツシールド」からの派生システムであり、ブリッツシールド中にHSボタンを押しっぱなしにすると弾き効果を保ちながら放つ専用の攻撃。ヒット時相手を大きく吹き飛ばすほかカウンターヒット時は相手を崩れダウンさせる。最大チャージ版は通常ヒットでも相手を崩れダウンさせるほか、攻撃力の増加および通常のブリッツシールドも無効化させる。ヒット時相手のバーストゲージを微量減少させる効果もある。
バースト覚醒必殺技
バーストゲージが満タンの時に特定の覚醒必殺技コマンドで、バーストゲージを全て消費する代わりにダメージなどが強化される。ヒット時自分側のバーストゲージが少量回復。
操作キャラクターの衣装に汚れが付く
特定の技を受けたり地面を転がる等の行動を行うと、キャラクターの衣装が汚れて勝利演出時にもそのまま反映される。汚れの段階は２段階まで存在する。
釣り
ネットワークロビーの池で様々な物を釣る事が出来るシステムで、キャラクターカラーやシステムボイス等が釣れる。ただし釣りをするにはゲーム内専用マネーが必要である。

#### GUILTY GEAR ISUKA 独自のシステム
振り向き
ガード方向は常に自分の後ろ。
ライン移動・ライン移動攻撃
ラインを移動する行動。移動攻撃は攻撃を出しながら移動する。
ライン飛ばし攻撃
相手を別ラインに吹っ飛ばす。ガトリングから出せるので連続技に組み込める。
背後攻撃
背後を攻撃する行動。技後も出す前の向きが維持される。

### 家庭用オリジナル
勲章モード（GGX）
相手に攻撃を当てることで発生する勲章を稼ぎ、点数を競うモード。
このモードはアーケードでも遊ぶことが出来る。
M.O.Mモード（GGXX - ）
正式名称「メダル オブ ミリオネア」。相手に攻撃を当てることで発生する勲章を稼ぎ、点数を競うモード。
CPUを次々に倒していく勝ち抜き戦で、体力は相手を倒しても回復せず、一定条件で出る食べ物を取ることで回復する。
このモードはアーケードでも遊ぶことが出来る。
サバイバルモード（GGX - ）
登場してくる敵を次々と倒していくモード。攻撃をするとレベルが上がっていき、20レベル毎に強力なキャラクターが乱入してくる。始めはEXのBLACKキャラクターが乱入してくるが、全て倒すと通常対戦する敵がBLACKキャラクターになり、しばらくすると20レベル毎にEXのGOLDキャラクターが乱入してくる。レベルが1000に到達すると終了。『ISUKA』のアーケードモードはこのモードと同じ仕様である。『ΛC PLUS』では、プレイヤーキャラクターもレベルアップできる仕様に変更された（L1を押しながらモードを選択すると通常のサバイバルモードになる）。
EXキャラクター・スペシャルカラー
EXキャラクター（GGX - ）
ノーマルとは概して性能の違うキャラクター。『ISUKA』のみアーケード版でも使用可能。ただし『XX』までのクリフ、ジャスティスには用意されていない。
スペシャルカラー（GGX - ）
デフォルトとは異なるカラーを選べる。追加されるカラーのうち2つは、常時テンションゲージMAXのBLACKキャラクターと、そのキャラクターの本来の力になり、異常なほどの強さを誇るGOLDキャラクターである。
#RELOADキャラクター（SLASH）
#RELOADと同じ性能のキャラクターでプレイ可能。

ストーリーモード（GGX - XX／#RELOAD（PSP版）／ΛC+ - XrdR）
各キャラクターのifストーリーが楽しめるモード。CPUに対する勝ち方でストーリーが変わることと、組み合わせと進行具合によっては試合前の演出に独自のものがある。シナリオはいずれも海法紀光が担当（『ΛC+』は森橋ビンゴが担当）。『XX』ではフルボイスになる。PSP版『#RELOAD』では、ロボカイのグラフィックが変更されている。
『#RELOAD』以降未収録（PSP版除く）であったが、『ΛC+』にて復活。内容は新規ストーリーかつ選択したセリフによって、内容が変わるものに変更される（勝ち方によって展開が変わることもある）。
『Xrd』からは戦闘を廃した完全フルボイスムービーになっており、各キャラクターのアニメーションはゲーム中のキャラクターの動きをそのまま流用している。
ヘルプテキスト（SLASH）
ゲームの項目をキャラクターが説明してくれる。
GGモード（GGX - ）
ゲームシステムが初代『GG』のようになる。変更点は以下の通り。
- ジャンプ途中でニュートラルに入れなくても空中ダッシュ可能
- 通常よりキャラクターの移動速度が約20%早くなる
- 通常より各キャラクターの耐久値が低くなる
- ほとんどの通常技をジャンプキャンセルすることが可能
- 空中ダッシュの高度制限が無くなり、空中ダッシュ中に技を出しても指定時間が経つまで減速しない
- ガード中に必殺技や覚醒必殺技で割り込みができる
- 『#RELOAD』と『SLASH』のみ体力が少なくなるほどテンションゲージの上昇率が高くなる

GGXモード（XX - ）
ゲームシステムが『GGX』のようになる。変更点は以下の通り。
- ソルVSカイ、ザトーVSミリア、同キャラクター戦のBGMが『GGX』、ロボカイのBGMが家庭用『XX』の物に変更される
- ダストアタックと足払いがDボタンだけでなく、S+HSでも使用可能
- フォルトレスディフェンスがP+Kでしか発動しない
- 『GGX』で存在したフォルトレスディフェンスキャンセルが使えるようになる
- ダウン追い討ちが『GGX』の仕様になる

ジェネレーションズ・モード（ΛC - ）
『ΛC』で導入されたモード。初代『GG』と『GGX』のモードで対戦できる。
GGモードは『SLASH』までのモードと同じだが、ロマンキャンセルやフォースロマンキャンセル、サイクバースト、フォースブレイクが使用不可。また全キャラクターに初代『GG』の「殺界」が使用可能。『ΛC PLUS』から「チャージ」が追加され、「チャージ」を行うとテンションゲージが溜まる。
GGXモードは『SLASH』までのモードと同じだが、フォースロマンキャンセルとサイクバースト、フォースブレイクが使用不可。
GG BOOSTモード（ISUKA）
シリーズ初のベルトスクロールアクション方式。
特定条件を達成することにより、追加ミッション、得点アップ、ワープ等の隠し要素が発生する。
RKII／FACTORYモード（ISUKA）
上記のGG BOOSTモードをロボカイIIでプレイするモード。
単にクリアするだけでなく、稼いだポイントを消費してロボカイIIを強化するのが目的となる。
Daredevil
このシリーズにおける「乱入した挑戦者」の事を言う。元々の意味は「勇敢なる人」「命知らず」。
乱入した際、『SLASH』以前では赤い背景に透明の文字で、『ΛC』では鉄の扉のようなものにHERE COMES DAREDEVILと表示されている。

## 関連作品
ゲーム本編が人気を博した事により、ドラマCD、漫画、小説などのメディアミックス展開がされた。

### サウンドトラック
ギルティ・ギア オリジナルサウンドコレクション
1998年5月21日にコロムビアミュージックエンタテインメントから発売。『GUILTY GEAR』のBGM全27曲を収録、うち1曲はSE集となっている。
ギルティギアX HEAVY ROCK TRACKS The Original Sound Track of Dreamcast!!
2001年1月17日にファーストスマイル・エンタテインメントから発売。ドリームキャスト版XのBGM全23曲を収録。
ギルティギアX RISING FORCE OF GEAR IMAGE VOCAL TRACKS-SIDE I ROCK YOU!!

ギルティギアX RISING FORCE OF GEAR IMAGE VOCAL TRACKS-SIDE II SLASH!!

ギルティギアX RISING FORCE OF GEAR IMAGE VOCAL TRACKS-SIDE III DESTROY!!
2001年5月16日にファーストスマイル・エンタテインメントから同時発売されたボーカルアレンジCD。楽曲は全てLapis Lazuliによる物で、オリジナルソングも発表されている。
ギルティギア XX オリジナルサウンドトラック
2002年7月24日にサイトロン・デジタルコンテンツから発売。『XX』シリーズのBGM全37曲を収録した2枚組のサウンドトラック。
ギルティギア・シリーズ ベストサウンドコレクション
2003年1月21日にインディペンデントレーベルから発売。『GUILTY GEAR』から4曲、『X』から14曲を厳選収録し、リミックスアレンジ曲を5曲収録。
ギルティギア XX サウンドアライブ
2003年3月19日にティームエンタテインメントから発売。『XX』のBGMを担当したA.S.Hが手掛けたライブアルバム。
ギルティギア XX #RELOAD オリジナルサウンドトラック KOREAN VERSION
2003年11月6日にティームエンタテインメントから発売。申海チョルが制作した韓国版『XX』のBGM全48曲を収録した2枚組のサウンドトラック。
ギルティギア イスカ オリジナルサウンドトラック
2004年4月21日にティームエンタテインメントから発売。『ISUKA』のBGM全20曲を収録。
ギルティギア XX in LA ボーカルエディション
2004年5月19日にティームエンタテインメントから発売。ロスのアーティストが複数参加したボーカルアレンジCD。
ギルティギア XX in NY ボーカルエディション
2004年9月23日にティームエンタテインメントから発売。ニューヨークのアーティストが複数参加したボーカルアレンジCD。
ギルティギア サウンドコンプリートBOX
2004年11月23日にティームエンタテインメントから発売。CD8枚組に、楽譜やライナーノーツを収録した3000個限定のBOXセット。『GUILTY GEAR』、『X』シリーズ（「HOLY ORDERS?」除く）、『ISUKA』、『XX』シリーズ（『SLASH』まで）のBGMを全て収録。さらに『GUILTY GEAR』のアレンジ10曲を新録し、制作陣の対談なども収録されている。

### 小説
ゼクス関連についてはファミ通文庫から刊行。著者は両作品とも海法紀光、挿絵は生みの親である石渡ゼネラルディレクターが担当。多くのキャラクターが小説オリジナル衣装で登場。2作品とも外伝ではなく本編に関わるストーリー。
「ギルティギアゼクス 白銀の迅雷」
カイが主人公。製薬会社の調査の為、ロンドンに赴く中、カイはソルと再会する。
ソル、カイ、ファウスト、レイヴン、あの男が登場。挿絵だけだがイノもこの小説で初めて登場している。セリフはないが若かりし頃のクリフ、一言だけだがメイも出ている。
「ギルティギアゼクス 胡蝶と疾風」
チップが主人公。A国大統領の少女エリカと出会い、アサシン組織と対立派との攻防戦を開始する。
カイ、ポチョムキン、チップ、ファウスト、ヴェノム、ガブリエルが登場。
2018年1月20日に、公式監修のもとで執筆された「BEGIN」が発売された。
「GUILTY GEAR BEGIN」
原案・監修・イラスト:石渡太輔。著:根岸和哉。
本編前日譚にあたるフレデリック（ソルの人間時代）とあの男の出会いを描く始まりの物語。フレデリック時代の情報は資料等で明かされていたが、詳細な出来事については本作が初めてとなる。

### 漫画
ギルティギアXTRA
読み方は「エクストラ」。講談社の月刊誌『月刊マガジンZ』に連載（原作:海法紀光、漫画：隈井章二）。
漫画版オリジナルキャラクターである少年「ティール」と少女「瑞葉（ゆずは）」を主軸に置いた物語。「X」と銘打たれているが詳細な時期は不明。
主に登場するのはカイ・ポチョムキン・アクセル・闇慈・ガブリエル。また、回想シーンで若き日のクリフも登場している。話の主軸に関わっていないが、ソル・梅喧・紗夢も登場している。
その他
「スタジオDNA（一迅社）」・「ブロスコミックス（エンターブレイン）」・「ミッシィコミックス（宙出版）」からは、コミックアンソロジー或いは4コマ漫画が刊行されている。『GG』はブロッコリー社から刊行された。『電撃マ王』2007年6～8月号にて『ΛC』の4コマが、2008年3～5月号にて『GG2』の4コマが掲載されている。『GUILTY GEAR -STRIVE-』の公式サイトにてこれまでのゲームのダイジェストとして『ギルティギアシリーズ ストーリーダイジェストコミックス』がスメラギによる作画で全7話（OP・EDを含む）無料公開されており、公式サイト上だけでなく『ドラドラふらっと♭』でも同内容が順番に掲載された。

### ドラマCD
ソルの声優が花田光に、ボルドヘッドも塩沢兼人から近藤隆に変更されている。他のキャラは、ゲーム版と同一。
『ギルティギアゼクス ドラマCD Vol.1～2』
（小説『白銀の迅雷』から少し経過した後）
シナリオ：海法紀光
とある見世物小屋で見つかった科学技術を収録したディスクの争奪戦。カイはツェップとソル、ジョニーはアサシン組織と争奪戦を繰り広げる。
ソルは、アクセルからディスクの情報を得てコピーディスクを入手し、そのディスクでオリジナルの所在を知った後、処分。本物を処分すべくカイの飛空挺を襲撃する。時間軸はカイがツェップからディスクを奪還した直後。
ラジオ番組「ゲムドラナイト」内のドラマで、放送時にはリスナーからのアンケートによりジョニーが主役の話が放送された。
Vol.1には未収録分としてカイを中心においたエピソードを収録。Vol.2ではソルが中心で、Vol.1とリンクしている。
Vol.2には外伝「ディズィー&テスタメント」（2人の出会い）が収録されている。
登場キャラクターは、ソル・カイ・メイ・ミリア・アクセル・チップ・ポチョムキン・テスタメント・紗夢・ジョニー・ヴェノム・ファウスト・ディズィー。
『ギルティギア イグゼクス ドラマCD RED, BLACK（紅い戦い）』
（聖戦時代のパラレルワールド）
シナリオ：海法紀光
2173年に勃発したローマ会戦を軸に、歴史のターニングポイントをイノの視点で話を進めている。前半はカイが、後半はソルが主役。また、イノの『あの男』との邂逅も描かれている。
外伝はザッパの幽霊屋敷体験談「ナイト・オブ・リビング・ドール」(RED)とディズィーの休日「手紙」(BLACK)。他にはキャストのメッセージを収録（イノ役の井上とディズィー役の藤田）。
登場キャラクターは、ソル・カイ・メイ・ポチョムキン・Dr.ボルドヘッド・ディズィー・ロボカイ・イノ・ザッパ・あの男・エイプリル。
『ギルティギア イグゼクス ドラマCD ナイト・オブ・ナイブズVol.1～3』
（聖戦末期のアサシン組織）
シナリオ：Vol.1海法紀光、Vol.2、3：小太刀右京
聖戦末期当時のアサシン組織を描いている。
小心で普通の男性であったザトーが、人間としても優れた偉大なリーダーとして描かれているなど、独自の解釈が見受けられる。
外伝では、スレイヤーがリスナーを邸宅に招き入れると言う設定でナビゲートを務め、過去に出会った希有な人物達を語り継ぐ。
登場キャラクターは、ミリア・ザトー・ヴェノム・スレイヤーなど。外伝はロボカイ・A.B.A・アクセル。

### アニメーション
PS2版『GUILTY GEAR X+』限定版では、約5分間のアニメーションも製作されている。このアニメは欧米へのプロモーションも兼ねていた為、殆どのキャラクターが字幕付きの英語で吹き替えられている。シナリオ担当は海法紀光。
GUILTY GEAR STRIVE: DUAL RULERS
2024年6月14日にTVアニメ化が決定した事がGUILTYGEAR公式X（旧Twitter）にて発表された。

### ギャラリー
- 2001年から2002年にはゲーム情報誌『ザ・プレイステーション2』内の連載コーナー「GUILTY GEAR XTACY」にて、石渡ゼネラルディレクター描き下ろしのイラストを公開していた（全7回）。これらのイラストは全て画集に収録されているが、コメントが雑誌に掲載されていたものと全く違う。
- 2006年8月からゲーム雑誌『ゲーマガ』にて、描き下ろしギャラリーの連載が開始される。
- 2007年9月には、初の専門雑誌『ギルティギアマガジン』が刊行される。

### Webラジオ
- 2006年7月からアークシステムワークス公式HP内にてWebラジオ「ギルティギアのうぇぶらじおかもしれない…」を月2回（第2、第4木曜日）配信した。パーソナリティは石渡ゼネラルディレクター、鈴木高雄、近藤佳奈子、ゲーム雑誌『月刊アルカディア』のゲームライター・パチが担当している。
- 2007年3月から「CAFE DE ARC（カフェ・ド・アーク）」としてリニューアルスタートしている。東京ゲームショウ2007では、公開収録を実施した。10月11日には「インプレスTV」内で23日の公開収録の様子が公開される。

### パチスロ
GG2とGGXrdの間をつなぐエピソードを描く。スマートフォン用アプリとしても配信されている。